# Bernard Bernard
Bernard Bernard (ur. 21 lipca 1821 w Mogues, zm. 1895) – francuski duchowny katolicki, misjonarz w Norwegii, Islandii i Szkocji, prefekt apostolski Norwegii i Laponii od 1869 do 1887.

## Życiorys
Bernard kształcił się na księdza w Rzymie, wyświęcony został w Reims przez kard. Thomas-Marie-Josepha Gousseta (1792–1866). Początkowo przez kilka lat pracował w jednej z parafii w Ardenach, następnie w 1856 udał się do Norwegii gdzie służył w katolickiej misji bieguna północnego (Praefectura Apostolica Poli Arctici). Już w 1856 został wysłany do Islandii, będącej częścią misji bieguna północnego, gdzie przybył w maju 1857. Wraz z Jean-Baptistem Baudoinem (1831–1875) był pierwszym katolickim duchownym od czasów reformacji, który prowadził posługę w tym kraju. Bernard i Baudoin wznieśli niewielką kaplicę w rolniczym przysiółku o nazwie Landakot, w sąsiedztwie Reykjavíku. Spotkali się tam z niechętnym przyjęciem i w 1862 Bernard opuścił Islandię, mimo że Baudoin prowadził tam działalność duszpasterską aż do 1875. 5 kwietnia 1869 Bernard został wyznaczony prefektem apostolskim Norwegii i Laponii z siedzibą w Trondheim. Ze względu na stan zdrowia zrezygnował z funkcji w 1887 i opuścił Norwegię. Zastąpiony został przez luksemburskiego księdza Johannesa Olava Fallizego (1844–1933), od 1892 tytularnego biskupa Elusy, pod którego przewodnictwem misja, choć nadal niewielka, stale rozwijała się.

## Literatura
1. Gunnar Guðmundsson: Kaþólskt trúboð á Íslandi 1857-1875. Reykjavík: Sagnfræðistofnun Háskóla Íslands, 1987. Brak numerów stron w książce
2. St. Ansgar. Jahrbuch des St.-Ansgarius Werkes. Cologne, 1983, s. 70-81.